# Hilda Gobbi
Hilda Gobbi (ur. 6 czerwca 1913 w Budapeszcie, zm. 13 lipca 1988 tamże) – węgierska aktorka.

## Filmografia
Spis sporządzono na podstawie materiału źródłowego.
- 1937: A kölcsönkért kastély
- 1938: Megvédtem egy asszonyt
- 1938: Péntek Rézi
- 1938: A hölgy egy kissé bogaras
- 1939: Zwischen Strom und Steppe
- 1939: Süt a nap
- 1939: Tiszavirág
- 1939: Nincsenek véletlenek
- 1939: Wszyscy do walca
- 1940: Igen vagy nem?
- 1941: Eladó birtok
- 1941: Lelki klinika
- 1942: Dr. Kovács István
- 1942: Szabotázs
- 1942: Üzenet a Volgapartról
- 1943: Sári biró
- 1944: A látszat csal
- 1949: Mágnás Miska
- 1949: Janika
- 1949: Egy asszony elindul
- 1950: Małżeństwo Katarzyny
- 1951: Honor i sława
- 1952: Nyugati övezet
- 1952: Civil a pályán
- 1953: Péntek 13
- 1954: Vasmacska
- 1954: Rokonok
- 1955: Itthon
- 1955: Znak szczególny
- 1956: Tanár úr, kérem...
- 1956: Akcja profesora Hannibala
- 1957: A csodacsatár
- 1957: Külvárosi legenda
- 1958: La belle et le tzigane
- 1958: Skrzywdzona
- 1959: Tegnap
- 1959: Lata bez marzeń
- 1959: Pár lépés a határ
- 1959: Veréb utcai csata
- 1960: Timur és csapata
- 1960: Vörös tinta
- 1961: Mindenki gyanús
- 1962: Elektra
- 1962: Áprilisi riadó
- 1962: Mindenki ártatlan?
- 1962: Amíg holnap lesz
- 1962: Esös vasárnap
- 1962: Az aranyember
- 1962: Ne éljek, ha nem igaz!
- 1963: Színészek a porondon
- 1963: Dialog
- 1964: Hattyúdal
- 1964: Skowronek
- 1964: Éjszaka is kézbesítendö
- 1964: A pénzcsináló
- 1964: Négy lány egy udvarban
- 1964: Ha egyszer húsz év múlva
- 1964: Az életbe táncoltatott leány
- 1964: Mit csinált Felséged 3-tól 5-ig?
- 1964: Váltás
- 1965: Csiribiri
- 1965: A helység kalapácsa
- 1965: Kapral i inni
- 1965: Nem
- 1965: Miłość surowo wzbroniona
- 1965: Ferien mit Piroschka
- 1966: Törékeny boldogság
- 1966: Közbejött apróság
- 1966: Byłam głupią dziewczyną
- 1966: W poszukiwaniu wczorajszej miłości
- 1966: A nagy fény
- 1966: Nem szoktam hazudni
- 1966: Egy magyar nábob
- 1967: Veszedelmes labdacsok
- 1967: Miért beszél annyit Mrs. Piper?...
- 1967: Mętna woda
- 1967: Princ, a katona
- 1967: Sellö a pecsétgyürün I
- 1967: Sellö a pecsétgyürün II
- 1967: Egy nap a paradicsomban
- 1968: Kincskeresö kisködmön
- 1968: Bors
- 1968: Az aranykesztyü lovagjai
- 1968: Kártyavár
- 1968: Fiúk a térröl
- 1968: Gwiazdy Egeru
- 1969: A Hanákné ügy
- 1969: A veréb is madár
- 1969: Az örökös
- 1969: A beszélö köntös
- 1969: Wujaszek czarodziej
- 1969: Régi nyár
- 1970: Só Mihály kalandjai
- 1970: A 0416-os szökevény
- 1970: Les enquêteurs associés
- 1970: Hatholdas rózsakert
- 1971: Egy óra múlva itt vagyok
- 1971: Pillango
- 1972: Miasto w czerni
- 1972: A tüz balladája
- 1972: Nyulak a ruhatárban
- 1972: Hahó, a tenger!
- 1972: A völegény nyolckor érkezik
- 1973: Zenés TV színház
- 1973: Kakuk Marci
- 1973: Dorottya
- 1974: Méz a kés hegyén
- 1974: Kincskeresö kisködmön
- 1974: Fürdés
- 1975: Szépség Háza
- 1975: Öt nap háború nélkül
- 1975: János király
- 1975: Finish: Avagy Álmom az életem túlélte
- 1975: Az Elnökasszony
- 1975: Oszlopos Simeon
- 1976: Mélosz pusztulása
- 1976: Százéves asszony
- 1976: Csongor és Tünde
- 1977: Gęsiarek Maciek
- 1977: Ki látott engem?
- 1978: Úszó jégtáblák
- 1978: Ítélet elött
- 1978: Dániel
- 1978: Anyám könnyü álmot ígér
- 1978: Amerikai cigaretta
- 1978: Nem élhetek muzsikaszó nélkül
- 1979: Használt koporsó
- 1980: Bolondnagysága
- 1980: Egy hónap falun
- 1980: Kojak Budapesten
- 1980: Színes tintákról álmodom
- 1980: Circus maximus
- 1981: Hogyan csináljunk karriert?
- 1981: Vannak még angyalok
- 1981: Villám
- 1981: Liftrapszódia
- 1983: Szerelmes sznobok
- 1983: A Mi Ügyünk, avagy az utolsó hazai maffia hiteles története
- 1983: Gyertek el a névnapomra
- 1983: Elcserélt szerelem
- 1983: Szent Kristóf kápolnája
- 1984: Boldogtalanok
- 1984: A csoda vége
- 1984: Az óriás
- 1984: Zwei Nasen tanken Super
- 1984: Ein irres Feeling
- 1984: Popcorn und Paprika
- 1985: Holt lelkek
- 1985: Egy lócsiszár virágvasárnapja
- 1985: The Treasure of Swamp Castle
- 1985: A vén bakancsos és fia, a huszár
- 1986: A nagymama
- 1987: Nyolc évszak
- 1987: Egy gazdag hölgy szeszélye
- 1988: Szent család